# Achaenodon
Achaenodon és un gènere d'artiodàctil extint de la família dels helòhids que visqué durant l'Eocè. Se n'han trobat restes fòssils als Estats Units.
Tenia les dents bunodontes (amb cúspides baixes i arrodonides).